# ژانگ لیشیا
ژانگ لیشیا (انگلیسی: Zhang Lixia؛ زادهٔ ۲۵ ژانویهٔ ۱۹۷۷) بازیکن سافت‌بال زن اهل چین بود. در بازی‌های المپیک تابستانی ۲۰۰۴ شرکت کرده‌است.